# The Times of Harvey Milk
The Times of Harvey Milk é um documentário estadunidense produzido em 1984, sobre a carreira política de Harvey Milk. Foi o filme de abertura no Festival de Cinema de Telluride, no Festival de Cinema de Nova Iorque, e em 1 de novembro de 1984 no Castro Theatre, em San Francisco. O filme foi dirigido por Rob Epstein, produzido por Richard Schmiechen, e narrado por Harvey Fierstein.
O filme recebeu o Oscar de melhor documentário em 1985, e o prêmio especial do júri no primeiro Sundance Film Festival, dentre outras premiações.[carece de fontes?]